# مصطفى باشا الدستري
مصطفى باشا الدستري (بالتركية: Destari Mustafa Paşa)‏ هو سياسي عثماني، تولى منصب والي الأناضول في عهد السلطان أحمد الأول.

## مناصبه
تولى المناصب التالية:
- والي الأناضول